# Canal 1 (Colômbia)
Canal 1 é um canal de televisão público colombiano. Começou a transmitir em 13 de junho de 1954 no canal 8 VHF em Bogotá. É propriedade da Rádio e Televisão Nacional da Colômbia. Desde 1956 a 2017, o canal foi administrado por empresas privadas conhecidas como programadoras, sob um sistema de televisão misto (público-privado), semelhante ao adotado pela NPO nos Países Baixos. Os horários na programação da emissora pública eram distribuídos através de licitações. Desde 2017, o Canal 1 passou a ser concedida a uma empresa privada, que é a única responsável pela programação do canal.
Em 1963, tornou-se operado pela Inravisión, uma programadora de televisão estatal; até então, era operado pela Rádio Nacional da Colômbia. Depois disso, a frequência do canal foi transferida do canal 8 para o canal 7 VHF em Bogotá. Até 1966, quando o canal privado local Teletigre foi oficialmente lançado, o então Canal Nacional era o único canal de televisão na Colômbia.
Em 1972, tornou-se a Primera Cadena (primeira rede) desde que a Teletigre foi nacionalizada. Na década de 1980, passaria a ser a Cadena Uno e adquiriu seu nome atual em 1 de janeiro de 1998.
Desde julho de 1998, quando dois canais privados foram concedidos pelo governo às programadoras Caracol Televisión e RCN Televisión lançaram seus próprios canais de televisão, a audiência do Canal 1 e do Canal A caíram constantemente. Somando-se isso à recessão econômica do final da década de 1990, a rede estava sofrendo, situação que afetou gravemente as programadoras, que progressivamente declararam falência ou se tornaram produtoras da Caracol Televisión e da RCN Televisión. O Canal 1 foi menos afetado que o Canal A, que se tornou Canal Institucional, um canal público controlado pelo Estado, em novembro de 2003. A RTI Colômbia, a única programadora de televisão que permaneceu no Canal A, foi transferida para o Canal 1 e permaneceu até 2008. 
Em fevereiro de 2014, o canal foi renomeado com um novo logotipo, um novo pacote gráfico, fim dos infomerciais e uma grade de programação de 24 horas. A partir de 1 de maio de 2017, um quarto da programação do Canal 1 é feito pelas programadoras CM&, NTC Televisión e RTI Televisión, e um quinto pela Hemisphere Media Group, proprietário da estação porto-riquenha WAPA e vários canais de TV paga. As quatro empresas formam uma joint-venture com a marca Plural Comunicaciones.